# G-Man
The G-Man, röst av Michael Shapiro, är en återkommande figur i first-person shooter-datorspelsserien Half-Life. Han syns alltid i en blå kostym med en slips och har alltid en svart portfölj med sig. Han är känd för sitt lite besynnerliga beteende och övermänskliga egenskaper, såsom egenskapen att kunna gå runt ett hörn in i en återvändsgränd och sedan vara försvunnen. Hans motiv är ännu inte helt klara. I Half-Life upptäcker G-Man Gordon Freeman, när han lyckas överleva i Black Mesa efter olyckan. Han fortsätter att observera Gordon och i slutet av spelet "anställer" han honom. I Half-Life 2 fortsätter G-Man att övervaka Gordon på avstånd.

## Grundläggande
Fysiskt tycks G-Man vara vit, medelålders man. Han är lång och smal, väldigt blek, har mörkbrunt hår och gröna ögon. Han liknar den cigarettrökande mannen från Arkiv X både dramaturgiskt och utseendemässigt. Han bär alltid en blå kostym och bär på en portfölj (med undantag av inledningen i Half-Life 2: Episode One). Trots hans mänskliga uppträdande, så beter han sig underligt. Det som märks tydligast är hans märkliga röst. Han pratar långsamt med en raspig ton och betonar ibland fel stavelser i orden. Dessa symptom liknar de hos människor med vissa typer av talfel. Det är vanligt att G-Man drar ut på "S"-ljuden. På grund av det märkliga sättet han pratar på, är det svårt att fastställa någon dialekt.
G-Man utstrålar ett noterbart lugn, och verkar nästan ointresserad, speciellt i Black Mesa, där alla andra drabbades av panik, kan G-man ses rätta till sin slips och borsta av kostymen med ena handen. Man ser honom ofta i Half-Life-spelen, men man ser sällan mer än en glimt av honom innan han försvinner mystiskt. Han kan använda många olika typer av maskiner och teknologi, allt från mobiltelefoner och förseglade ståldörrar till kärnvapenstridsspetsar och teleporteringsutrustning. Det mesta tyder på att det G-Man gör är av professionella skäl.
Det borde noteras att "G-Man" är med största sannolikhet inte hans riktiga titel eller namn. Han är aldrig identifierad, refererad till eller ens erkänd av andra figurer i något av spelen (med undantag av slutet i Half-Life 2: Episode Two), även då han pratar med dem. "G-man" är helt enkelt namnet på modellen i Half-Life-spelen (möjligtvis en referens till slangen G-Man, för Government Man eller agent). Då hans riktiga namn inte är känt, kallas han helt enkelt för "G-Man". Många trodde, innan Half-Life 2, att G-Man var den beryktade administratorn för Black Mesa. Men det visade sig sedan vara en helt annan figur; Dr. Wallace Breen. 
G-Mans kontakt med figurer i Half-Life är gåtfulla. Han kan ses prata med flera olika människor, men oftast verkar det som om bara spelaren kan se honom.

## Framträdanden i spelen

### Half-Life
G-Man syns för första gången resande i motsatta riktningen under den tågtur som fungerar som Half-Lifes intro. Men på något sätt lyckas han ändå komma till Sektor C före Gordon. Innan experimentet börjar kan man se honom stå och diskutera med en forskare i ett låst rum i Sektor C. Efter den katastrofala olyckan, kan G-Man ses flera gånger då han tyst observerar Gordon från olika, ouppnåeliga ställen. Ofta dyker Gordon upp i rum där G-Man har setts tidigare, fast människorna där verkar inte ha sett honom. 
Efter att Gordon besegrat Nihilanth, härskaren över Xen och den sista "bossen" i Half-Life, tar G-Man spelaren till "säkerhet" och efter att ha tagit hans vapen, visar Gordon olika platser i Xen. Snart förändras omgivningen till vad som verkar vara en spårvagn (som den i början av spelet) som far genom rymden i en otrolig hastighet. G-Man berättar för Gordon att han har observerat honom mycket noggrant och gratulerar honom för hans insats i Xen, vilket efter en invasion av The Hazardous Environment Combat Unit, nu står under hans arbetsgivares kontroll. G-Man berättar sedan att han har rekommenderat Gordon till hans arbetsgivare och erbjuder honom ett jobb. Men om han tackar nej till jobbet, kommer han att skickas in obeväpnad i en fabrik på Xen och tvingas att möta horder av fientliga utomjordingar. Gordon accepterar erbjudandet och stiger in i en portal. G-Man säger att han gjort ett bra val och att de snart ses igen. Skärmen tonar ut och blir svart. Sluttexten säger att Gordon accepterade erbjudandet och nu väntar på ett uppdrag. I Half-Life 2 pratar G-Man om "illusionen om ett fritt val", för att om Gordon hade tackat nej till erbjudandet (vilket han också kunde ha gjort) hade det inte blivit någon uppföljare. Därför bygger resten av Half-Life storyn på att han tackade ja. Notera att det på den officiella Half-Life 2: Episode One sidan står: "In Half-Life, the G-Man made you."

### Opposing Force
I expansionspaketet Half-Life: Opposing Force, spelar G-Man en viktigare roll i handlingen. Ibland hjälper han eller hindrar spelaren, Korpral Adrian Shephard, men han observerar också honom från avstånd.
Under Boot Camp-träningsbanan kan man se G-Man talandes med en officer. Då och då kan man se hur han sneglar ner på spelaren. Då Shephards befäl berättar om hur han plötsligt fått delta i den avancerade träningen, verkar det som om G-Man visade intresse för Shephard redan innan incidenten i Black Mesa av okänd anledning. Vid ett tillfälle är Shephard fångad på en catwalk ovanför ett ständigt stigande hav av radioaktiv vätska. Då öppnar G-Man en dörr som låter honom komma bort därifrån precis i tid och räddar därmed hans liv. Ett kapitel senare, då Shephard försöker ta sig till en evakueringsplats, dyker G-Man upp och stänger hangardörren som leder dit, vilket tvingar honom att stanna i Black Mesa.
Senare kan man se hur G-Man återaktiverar den kärnvapenladdning som senare förstör Black Mesa, vilken Shephard avaktiverat bara ett par minuter tidigare. 
I slutet av Opposing Force, visar sig G-Man för Adrian Shephard en sista gång. Då befinner sig Shephard öga mot öga med G-Man i en av HECU:s Ospreys, vilken för dem bort från Black Mesa strax innan en ljusblixt från en kärnvapenexplosion blixtrar till utifrån. Plötsligt flyger de över Xen istället och till sist flyger de i samma tomhet som i slutet av Half-Life. G-Man säger till Shephard att han kommer att placeras på en plats där han inte kan komma till skada och avvänta en grundligare utvärdering. Detta kan tyda på att han, liksom Gordon Freeman, placerats i stasis. Detta gör att många fans hoppas att han kommer att återvända. Då G-Man sagt detta, öppnas en portal i ingången till cockpiten och G-Man går in i den och försvinner. 
Man bör notera att Shephard fängslades efter att G-Man övertalat sina överordnade att gå med på det. G-Man säger till Shephard att han, då han blivit imponerad över hans insatser i Black Mesa, övertalat sina överordnade att skona Shephards liv och förvara honom på en okänd plats där han inte kan komma till skada. G-Man refererar på ett kryptiskt sätt till en rapport som han skrivit till sina arbetsgivare och att många olika händelser i Black Mesa krävde hans uppmärksamhet innan han kunde färdigställa utvärderingen. Exakt vad rapporten innehåller och vem den är skriven till är ännu oklart. G-Man säger även att han är imponerad över Shephards förmåga att "anpassa sig och överleva mot alla odds" i Black Mesa, vilket enligt G-Man påminner honom om sig själv. Fler frågeställningar dyker upp då han säger att han besparar honom den "oemotståeliga mänskliga frestelsen" att tala om incidenten i Black Mesa, vilket fått vissa att föreslå att G-Man var ivrig att tysta ner händelsen och att händelserna inte var en föregångare till Half-Life 2, utan de båda var helt orelaterade. Dessutom så verkar inte G-Man bry sig om att Barney Calhoun och tre forskare flyr från Black Mesa, vilket antyder att G-Man inte bryr sig om vittnen, men använder det ändå som en ursäkt att försätta Shephard i stasis. Det har också föreslagits att Shephard sett något som de andra inte sett, nämligen Race X-utomjordingarna, vilket kan förklara varför Shephard blev försatt i stasis då de andra vittnena inte blev det. Allt detta fortsätter dock vara några av de många obesvarade frågor som rör G-Man.

### Blue Shift och Decay
I både Half-Life: Blue Shift och Half-Life: Decay, ser huvudfigurerna i vardera spelen, Barney Calhoun och Doktorerna Gina Cross och Colette Green, G-Man vid ett tillfälle i början av spelen. Dock verkar han inte märka av någon av dem och han glöms snabbt bort under kaoset i Black Mesa. Man kan anta att G-Man inte bryr sig om dessa personers öden, speciellt då Ginas och Colettes öden är okända. Dock kan en kropp som liknar Ginas ses i Half-Life: Opposing Force, om man teleporterar sig till Xen från kraftverksdammen, vilket antyder att Gina dött i en teleporterolycka. Detta är dock inte officiellt bekräftat. Det är dock märkligt eller ironiskt att Barney överlever och blir en av ledarna i motståndsrörelsen i Half-Life 2, fastän G-Man inte tyckte att han var speciell. Det kan också betyda att han anser att hur mäktig Barney än är, så är han inte "allsmäktig".

### Half-Life 2
I uppföljaren, Half-Life 2, antas det att Gordon Freeman accepterade jobberbjudandet. 
I introt hälsar G-Man på Gordon i en konstig, drömlik miljö och visar scener från testlabbet i Black Mesa och från Citadellet i City 17. Efter ett kort samtal med G-Man vaknar Gordon upp i ett tåg som precis anländer till stationen i en östeuropeisk stad, kallad City 17, som är en av de få kvarvarande beboeliga städerna efter att händelserna i Half-Life 1 ledde till en invasion av The Combine. G-Man berättar också att han försatte Gordon i stasis för att skydda honom, han försäkrar honom att han inte är besviken över hans tjänster, men att han var tvungen att förvara Gordon någonstans där det var säkert, då det inte gick att försvara Jorden.
G-Man säger att ett tillfälle har dykt upp, som kommer att låta Gordon inleda kampen mot The Combines styrkor på Jorden. Praktiskt nog, placerar G-Man Gordon på järnvägsstationen medan Barney Calhoun är i tjänst, vilket låter honom föra Gordon i säkerhet.
Märkligt nog så refererar G-Man till Gordon Freeman som "Mr. Freeman", i hela introduktionen och struntar i hans rätta titel som doktor. Men under slutscenen kallar han Gordon för "Dr. Freeman".
Man kan se G-Man på flera platser under spelets gång, men bara på avstånd eller på TV-skärmar. Efter att Gordon har tagit sig upp till toppen av Citadellet och skadat dess Dark Energy-reaktor (vilken är nödvändig för The Combines teleporteringsteknologi) vilket resulterar i en kraftig explosion som kunnat döda honom. Men då tycks tiden sakta ner och G-Man dyker upp och för Gordon i säkerhet i väntan på andra "jobberbjudanden". Spelet slutar med att man färdas genom samma tomhet som sågs i Half-Life och efter ett tag öppnas en dörr i tomheten, igenom vilken G-Man går ut, men inte förrän han rättat till sin slips.
G-Man gör det klart för Gordon att han kommer att placera honom i Stasis som tidigare medan han ska lyssna på några "intressanta erbjudanden" för Gordons tjänster, denna gång utan att nämna sina arbetsgivare som han gjorde i Half-Life. Men i Half-Life 2: Episode One tar en grupp Vortigaunts över kontrollen av Gordon och gör att G-Mans planer (för tillfället) går i stöpet.
Innan deras slutgiltiga uppgörelse frågar Doctor Breen Gordon; "Did you realize your contract was open to the highest bidder?" Detta skulle kunna visa att G-Man och möjligen hans tidigare nämnda "arbetsgivare", hyr ut Gordon till de som betalar mest, men det kan också bara vara något som Dr. Breen sa för att demoralisera Gordon. En tredje möjlighet är att Dr. Breen och vilka hans medarbetare än är kan ha tävlat med G-Man om Gordons tjänster (samtidigt som Half-Life ägde rum). I så fall kan det vara så att Dr. Breen retar Gordon för att han saknar kontroll över sitt eget öde och/eller för att han misslyckades med sin plan att ta kontroll över Gordon och använda honom för att få Motståndsrörelsen att ge upp.

### Half-Life 2: Episode One
G-Man har bara setts en gång i Half-Life 2: Episode One sen det släpptes. I början av spelet, vilket är just vid slutet av Half-Life 2, kommer G-Man tillbaka in i det svarta tomrum där han lämnade Gordon och öppnar sin mun för att säga någonting, men då upptäcker han en mässande Vortigaunt som lyser lila på hans vänstra sida. Han verkar tycka att det är underhållande, men leendet försvinner då han upptäcker en till på hans högra sida. Fler och fler Vortigaunts dyker upp och han börjar se irriterad ut. Plötsligt är man tillbaka på toppen av Citadellet i explosionsögonblicket. Två Vortigaunts tar tag i Alyx och teleporterar iväg henne, sedan när de vänder sig mot Gordon, inser G-Man vad som kommer att hända. Irritationen blir till ilska. När två av dem tar tag i Gordon, rättar G-Man till sin slips och säger en mening som svar på deras mässande; "We'll See... About That!". Gordon teleporteras då iväg och hittas av Alyx och Dog i en hög med bråte precis utanför Citadellet en stund senare.
Denna incident visar att Vortigaunts kan ta sig in i G-Mans "Tomrum" och att de i grupp kan utmana hans kraft. Detta är också den första gången spelaren får se någonting gå fel i G-Mans plan och med tanke på hans ilska, händer detta inte så ofta. Men man bör notera att han inte verkar rädd för sin egen säkerhet när han konfronteras med Vortigaunterna. Huruvida detta bara är övermod eller en indikation på att han är alltför kraftfull för att känna sig hotad, återstår att se.

### Half-Life 2: Episode Two
I Episode Two kontaktar G-Man Gordon medan en grupp vortigaunts är upptagna med att hela den nyligen skadade Alyx Vance. Han säger att han inte kunnat kontakta honom förrän vortigaunterna var distraherade.
I en overklig, drömliknande sekvens berättar G-Man hur han förde Alyx från Black Mesa fastän "andra" sa att hon inte skulle vara till någon nytta för någon (han nämner inga namn, men en bild av Dr. Wallace Breen flimrar på en skärm bakom honom). Han ber Gordon att eskortera Alyx till Rebellbasen i White Forest, som betalning för att han sett till Gordons överlevnad. G-Man säger att han önskar att han kunde göra mer än att bara övervaka, men att han gått med på "vissa restriktioner". Sedan viskar han i Alyx öra att hon ska meddela Eli följande: "Prepare for unforeseen consequences".
När Alyx och Gordon till sist når White Forest, blinkar en bild av G-Man fram på en skärm och Alyx levererar hans meddelande till Eli utan att inse det själv. Eli blir märkbart berörd av orden, nästan så att han kollapsar. Efter att ha bett Alyx gå och ordna en kopp te åt honom berättar Eli för Gordon att han också är medveten om G-Man. Han förklarar att det var G-Man som levererade kristallen som till sist ledde till Black Mesa-incidenten och viskade till honom: "Prepare for unforseen consequences" strax innan olyckan. 
Eli börjar sedan uttrycka sitt hopp om att han och Gordon kommer att kunna göra någonting, men blir avbruten av att Alyx kommer tillbaka. Strax därefter säger Eli till Gordon att han tror att meddelandet från deras "gemensamme vän" är en varning angående The Borealis och säger att vad som än finns ombord på skeppet måste förstöras, annars kommer incidenten i Black Mesa att upprepa sig.

## Bakgrund
Spelens fans har kommit fram till ett flertal teorier om G-Mans ursprung. Dessa innefattar att G-Man är Gud, en övernaturlig varelse som jobbar för en intergalaktisk allians, eller att han är Gordon Freeman själv, resandes i tiden. Det finns också teorier som innefattar att G-Man skulle arbeta inom en jordisk regering eller organisation. Dock så är det omöjligt att säkert avgöra vem eller vad han egentligen är och det är osannolikt att Valve skulle avslöja något inom den senaste framtiden.